# دو تی نگان توئونگ
دو تی نگان توئونگ (به انگلیسی: Đỗ Thị Ngân Thương) ژیمناست زادهٔ ۱۰ مارس ۱۹۸۹ میلادی اهل کشور ویتنام است.